# Weiterstadt
Weiterstadt – miasto w Niemczech, w kraju związkowym Hesja, w rejencji Darmstadt, w powiecie Darmstadt-Dieburg.
W mieście znajduje się przystanek kolejowy Weiterstadt.

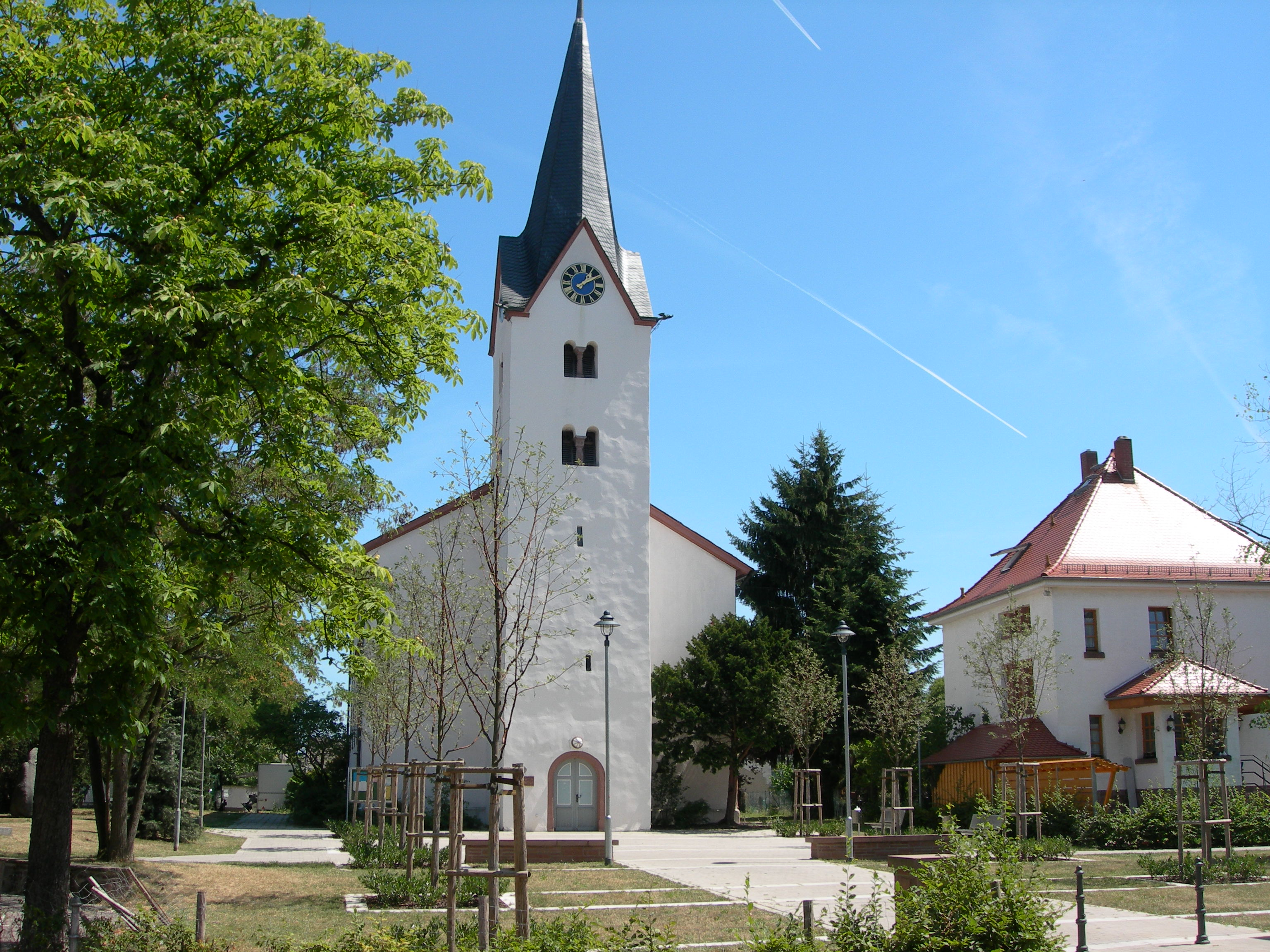
Kościół w Weiterstadt-Gräfenhausen